# Lyft

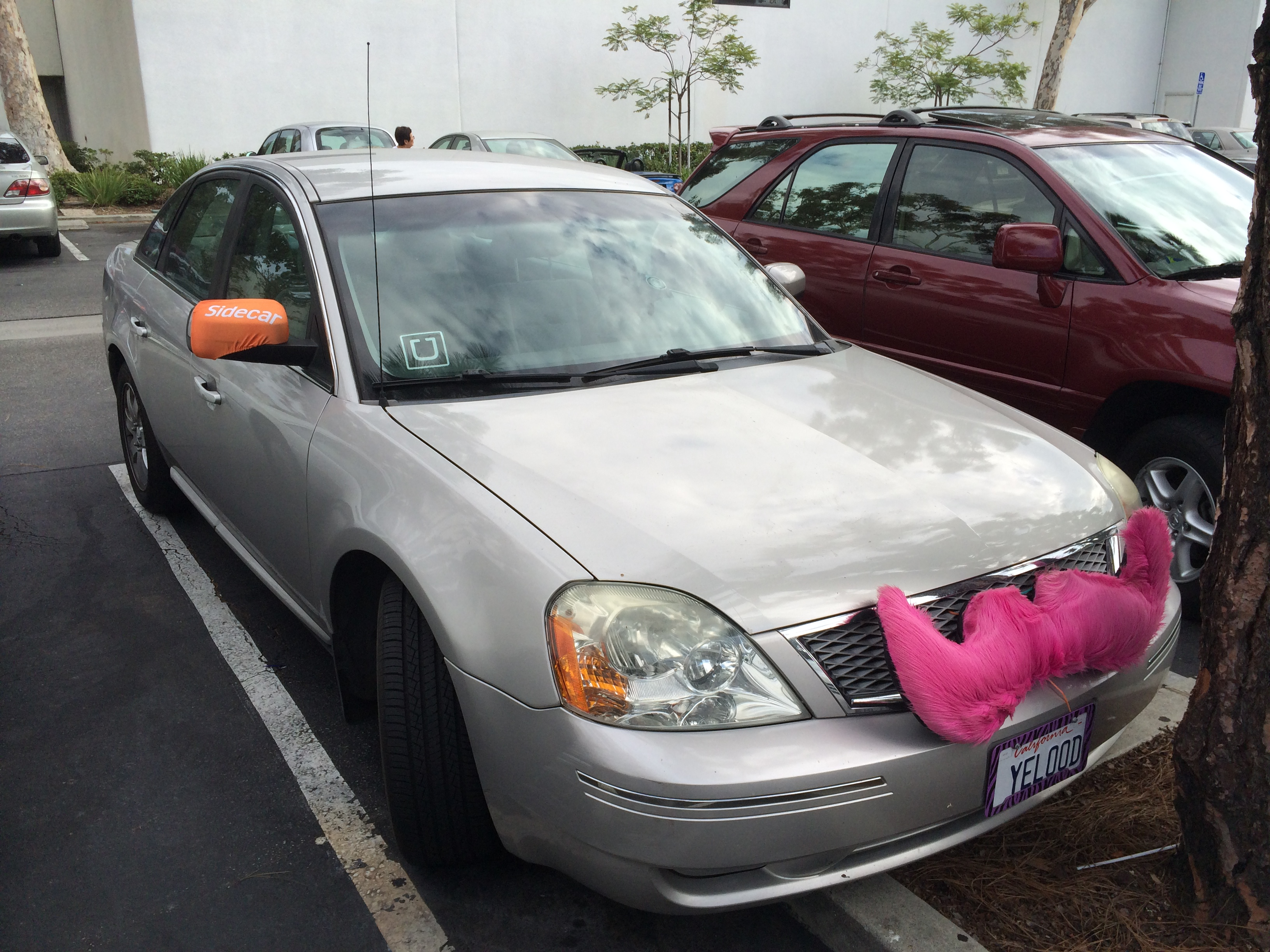
Wagen mit den Logos der drei Beförderungsunternehmen Lyft, Uber und Sidecar, San Francisco 2014

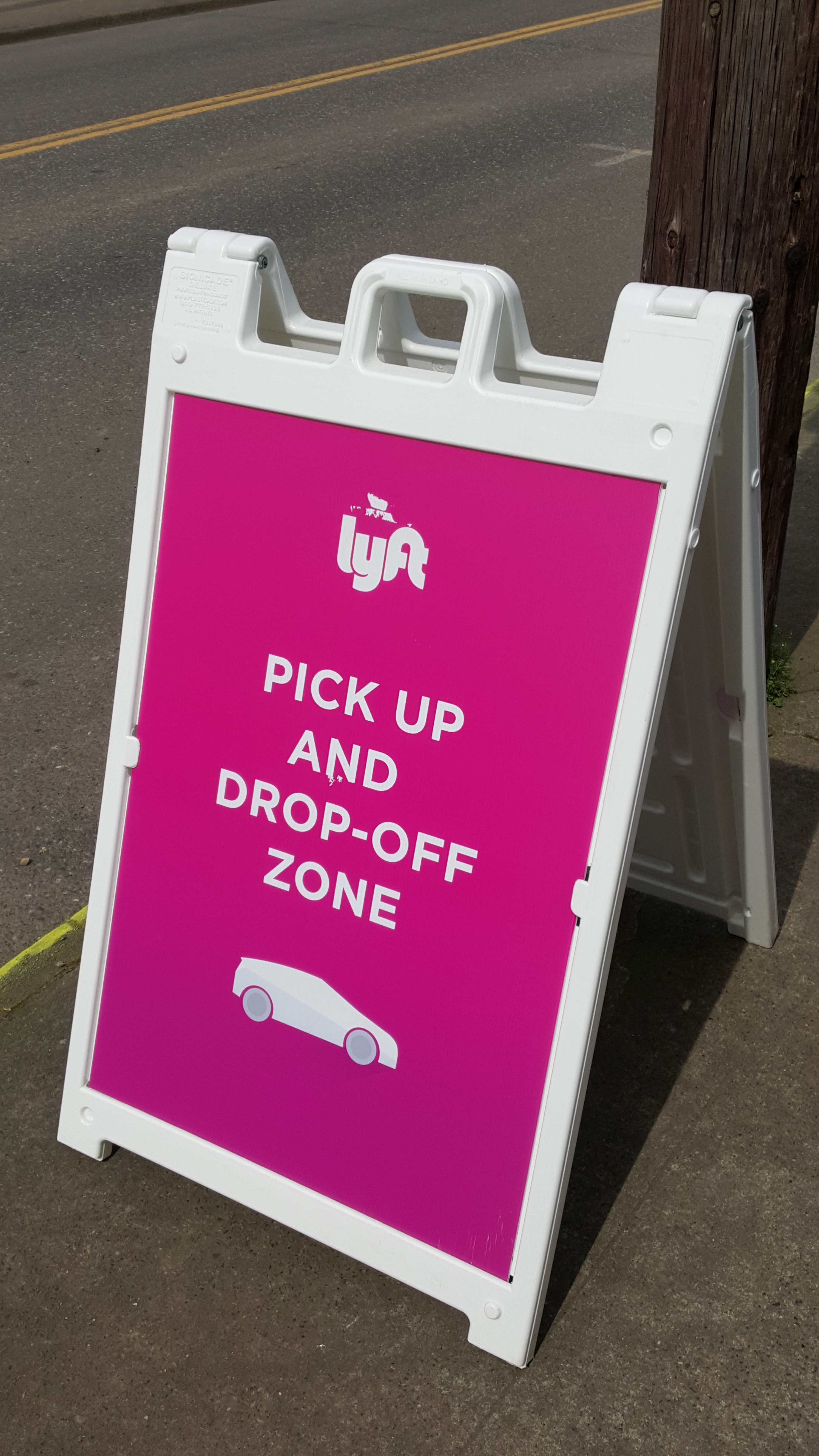
Lyft Pick/Drop-Sign

Lyft ist ein US-amerikanisches Dienstleistungsunternehmen. Als direkter Wettbewerber von Uber trat der Fahrdienst-Vermittler bis 2025 nur in Nordamerika auf und hat dort nach Unternehmensangaben einen Marktanteil von 39 %.

## Geschichte
Lyft wurde 2012 in San Francisco in Kalifornien gegründet. Seit 2016 besteht eine Kooperation mit General Motors.
2018 erreichte das Unternehmen einen Umsatz von 2,2 Milliarden US-Dollar, erzielte dabei jedoch einen Verlust von 911 Millionen US-Dollar. Beim Börsengang im März 2019 wurde das Unternehmen mit 24 Milliarden US-Dollar bewertet.
Im April 2025 hat Lyft die Übernahme der deutschen Vermittlungsplattform Freenow angekündigt, womit es nach Europa expandierte.
Im August 2025 kündigte Lyft an, ab 2026 über seine App autonome Taxis des chinesischen Unternehmens Baidu in Deutschland und dem Vereinigten Königreich anbieten zu wollen.

## Kritik
Der Fahrdienstvermittler Lyft entschied im August 2020, seinen Betrieb im US-Bundesstaat Kalifornien wegen des Streits um den Status von Fahrern auszusetzen. Der Grund ist die Entscheidung eines Richters, dass auf solchen Plattformen aktive Fahrer in dem Bundesstaat gemäß einem Gesetz von 2019 als Mitarbeiter statt als unabhängige Unternehmer behandelt werden müssen. Lyft zieht es aber vor, den Betrieb zu stoppen, statt zehntausende Fahrer einzustellen. Der Chef des größeren Lyft-Rivalen Uber, Dara Khosrowshahi, stellte zuvor ein ähnliches Vorgehen in Aussicht.